# ITF Women’s Circuit 2014 (Juli–September)
In den folgenden Tabellen werden die Tennisturniere des dritten Quartals des ITF Women’s Circuit 2014 dargestellt.

## Turnierplan
| Kategorien |
| ---------- |
| $100.000   |
| $75.000    |
| $50.000    |
| $25.000    |
| $15.000    |
| $10.000    |

### Juli
| Datum 1 | Turnierort                         | Siegerin Einzel         | Siegerinnen Doppel                                      |
| ------- | ---------------------------------- | ----------------------- | ------------------------------------------------------- |
| 07.07.  | Biarritz Open GDF Suez de Biarritz | Kaia Kanepi             | Florencia Molinero Stephanie Vogt                       |
| 07.07.  | Sacramento                         | Olivia Rogowska         | Darja Gawrilowa Storm Sanders                           |
| 07.07.  | Gatineau                           | Stéphanie Foretz        | Hiroko Kuwata Chiaki Okadaue                            |
| 07.07.  | Aschaffenburg Schönbusch Open      | Lesley Kerkhove         | Rika Fujiwara Yuuki Tanaka                              |
| 07.07.  | Scharm El-Scheich                  | Jan Abaza               | Jan Abaza Anastasia Shaulskaya                          |
| 07.07.  | Turin                              | Yuliana Lizarazo        | Yuliana Lizarazo Alice Matteucci                        |
| 07.07.  | Iași                               | Oana Georgeta Simion    | Raluca Elena Platon Cristina-Madalina Stancu            |
| 07.07.  | Getxo                              | Laura Pous Tió          | Charlotte Roemer Olga Sáez Larra                        |
| 07.07.  | Bangkok                            | Wang Yafan              | Varatchaya Wongteanchai Varunya Wongteanchai            |
| 07.07.  | Balıkesir                          | Klaartje Liebens        | Lou Brouleau Anette Munozova                            |
| 14.07.  | Olomouc                            | Petra Cetkovská         | Petra Cetkovská Renata Voráčová                         |
| 14.07.  | Carson                             | Nicole Gibbs            | Michaëlla Krajicek Olivia Rogowska                      |
| 14.07.  | Granby                             | Miharu Imanishi         | Hiroko Kuwata Riko Sawayanagi                           |
| 14.07.  | Darmstadt Tennis International     | Andreea Mitu            | Nicola Geuer Viktorija Golubic                          |
| 14.07.  | Phuket                             | Wang Yafan              | Han Na-lae Yoo Mi                                       |
| 14.07.  | Imola                              | Katy Dunne              | Katie Boulter Katy Dunne                                |
| 14.07.  | Knokke                             | Quirine Lemoine         | Aliona Bolsova Zadoinov Cecilia Costa Melgar            |
| 14.07.  | Vancouver                          | Alexa Guarachi          | Yuka Higuchi Hirono Watanabe                            |
| 14.07.  | Scharm El-Scheich                  | Despoina Vogasari       | Clothilde de Bernardi Michelle Sammons                  |
| 14.07.  | Galați                             | Patricia Maria Țig      | Ekaterina Lavrikova Alessia Piran                       |
| 14.07.  | Evansville                         | Tornado Alicia Black    | Brooke Austin Natalie Pluskota                          |
| 21.07.  | Astana President’s Cup             | Witalija Djatschenko    | Witalija Djatschenko Margarita Gasparjan                |
| 21.07.  | Sobota                             | Kristína Kučová         | Barbora Krejčíková Aleksandra Krunić                    |
| 21.07.  | Lexington                          | Madison Brengle         | Jocelyn Rae Anna Smith                                  |
| 21.07.  | Phuket                             | Yoo Mi                  | Nicha Lertpitaksinchai Peangtarn Plipuech               |
| 21.07.  | Campos do Jordão                   | Gabriela Cé             | Nathaly Kurata Giovanna Tomita                          |
| 21.07.  | Bad Waltersdorf                    | Barbara Haas            | Pia König Polona Reberšak                               |
| 21.07.  | Maaseik                            | Quirine Lemoine         | Steffi Distelmans Magali Kempen                         |
| 21.07.  | Scharm El-Scheich                  | Valeriya Strakhova      | Ilze Hattingh Madrie Le Roux                            |
| 21.07.  | Tallinn                            | Csilla Argyelán         | Alexandra Artamonova Cornelia Lister                    |
| 21.07.  | Tampere                            | Maria Sakkari           | Alexandra Nancarrow Maria Sakkari                       |
| 21.07.  | Les Contamines-Montjoie            | Aliona Bolsova Zadoinov | Aliona Bolsova Zadoinov Carla Touly                     |
| 21.07.  | Horb am Neckar                     | Petra Krejsová          | Hilda Melander Barbora Štefková                         |
| 21.07.  | New Delhi                          | Kim Dabin               | Rutuja Bhosale Kim Dabin                                |
| 21.07.  | Viserba                            | Jasmine Paolini         | Luisa Marie Huber Natalia Siedliska                     |
| 21.07.  | Palić                              | Elizaveta Ianchuk       | Lina Gjorcheska Elizaveta Ianchuk                       |
| 21.07.  | Valladolid                         | Laura Pous Tió          | María del Rosario Cañero Pérez Paula del Cueto Castillo |
| 21.07.  | Istanbul                           | Lou Brouleau            | Emma Flood Nikki Luttikhuis                             |
| 21.07.  | Austin                             | Kelly Chen              | Catherine Harrison Mary Weatherholt                     |
| 28.07.  | Vancouver Odlum Brown Vanopen      | Jarmila Gajdošová       | Asia Muhammad Maria Sanchez                             |
| 28.07.  | Wuhan                              | Wang Qiang              | Han Xinyun Zhang Kailin                                 |
| 28.07.  | Plzeň                              | Denisa Allertová        | Sandra Klemenschits Renata Voráčová                     |
| 28.07.  | Bad Saulgau Knoll Open             | Maryna Zanevska         | Diana Buzean Arabela Fernández Rabener                  |
| 28.07.  | Santa Cruz de la Sierra            | Andrea Koch Benvenuto   | Sara Giménez Noelia Zeballos                            |
| 28.07.  | Kopenhagen                         | Mai Grage               | Karen Barbat Klaudia Boczová                            |
| 28.07.  | Scharm El-Scheich                  | Valeriya Strakhova      | Yvonne Cavallé Reimers Alina Mikheeva                   |
| 28.07.  | Savitaipale                        | Emma Laine              | Diana Bogoliy Emma Laine                                |
| 28.07.  | Telawi                             | Yuliya Kalabina         | Yuliya Kalabina Anastasia Vdovenco                      |
| 28.07.  | New Delhi                          | Peangtarn Plipuech      | Rutuja Bhosale Kim Dabin                                |
| 28.07.  | Rovereto                           | Laura Pous Tió          | Luisa Marie Huber Natalia Siedliska                     |
| 28.07.  | Astana                             | Alona Sotnykowa         | Polina Monowa Ekaterina Yashina                         |
| 28.07.  | Timișoara                          | Martina Spigarelli      | Katarina Adamović Lina Gjorcheska                       |
| 28.07.  | Michalovce                         | Karolína Muchová        | Karolína Čechová Nikola Horáková                        |
| 28.07.  | Istanbul                           | Olha Fridman            | Mai Minokoshi Akiko Omae                                |
| 28.07.  | Fort Worth                         | Tatjana Maria           | Hayley Carter Stefanie Tan                              |

### August
| Datum 1 | Turnierort                                  | Siegerin Einzel           | Siegerinnen Doppel                           |
| ------- | ------------------------------------------- | ------------------------- | -------------------------------------------- |
| 04.08.  | Koksijde                                    | Maryna Zanevska           | Ysaline Bonaventure Richèl Hogenkamp         |
| 04.08.  | Hechingen Hechingen Ladies Open             | Carina Witthöft           | Elena Bogdan Walerija Solowjowa              |
| 04.08.  | Landisville                                 | Paula Kania               | Jamie Loeb Sanaz Marand                      |
| 04.08.  | Caracas                                     | María Irigoyen            | Vanesa Furlanetto Florencia Molinero         |
| 04.08.  | Santa Fe                                    | Fernanda Brito            | Ana Victoria Gobbi Monllau Constanza Vega    |
| 04.08.  | Wien                                        | Laura Pous Tió            | Alice Balducci Alice Savoretti               |
| 04.08.  | Scharm El-Scheich                           | Valeriya Strakhova        | Vojislava Lukić Haine Ogata                  |
| 04.08.  | Telawi                                      | Alena Fomina              | Agnė Čepelytė Justina Mikulskytė             |
| 04.08.  | Bangalore                                   | Hsu Ching-wen             | Sharrmadaa Baluu Prarthana Thombare          |
| 04.08.  | Astana                                      | Alona Sotnykowa           | Xenija Palkina Ekaterina Yashina             |
| 04.08.  | Arad                                        | Nicoleta-Cătălina Dascălu | Irina Maria Bara Diana Buzean                |
| 04.08.  | Zaječar                                     | Natalija Kostić           | Elizaveta Ianchuk Natalija Kostić            |
| 04.08.  | Nottingham                                  | Mari Tanaka               | Alison Bai Mari Tanaka                       |
| 11.08.  | Bogotá Seguros Bolívar Open Bogotá          | Lara Arruabarrena         | Lara Arruabarrena Florencia Molinero         |
| 11.08.  | Westende                                    | Sara Sorribes Tormo       | Ysaline Bonaventure Elise Mertens            |
| 11.08.  | Woking                                      | Marta Sirotkina           | Yumi Miyazaki Mari Tanaka                    |
| 11.08.  | Leipzig Leipzig Open 2014                   | Rebecca Šramková          | Olga Doroshina Conny Perrin                  |
| 11.08.  | El Trébol                                   | Constanza Vega            | Julieta Lara Estable Melina Ferrero          |
| 11.08.  | Innsbruck                                   | Iva Mekovec               | Zuzanna Maciejewska Camilla Rosatello        |
| 11.08.  | Brčko                                       | Gabriela Pantůčková       | Ema Burgić Anita Husarić                     |
| 11.08.  | Scharm El-Scheich                           | Valeriya Strakhova        | Harriet Dart Anna Morgina                    |
| 11.08.  | Telawi                                      | Anastassija Gassanowa     | Alena Fomina Christina Shakovets             |
| 11.08.  | Istanbul                                    | Yang Zhaoxuan             | Wang Yan You Xiaodi                          |
| 18.08.  | Winnipeg CIBC Wood Gundy Women’s Challenge  | Patricia Mayr-Achleitner  | Rosie Johanson Charlotte Petrick             |
| 18.08.  | Saint Petersburg                            | Pemra Özgen               | Witalija Djatschenko Ilona Kremen            |
| 18.08.  | Wanfercée-Baulet                            | Hilda Melander            | Elise Mertens Demi Schuurs                   |
| 18.08.  | Braunschweig Braunschweig Women’s Open 2014 | Antonia Lottner           | Conny Perrin Chanel Simmonds                 |
| 18.08.  | Vinkovci                                    | Gabriela Pantůčková       | Jana Fett Adrijana Lekaj                     |
| 18.08.  | Scharm El-Scheich                           | Abbie Myers               | Abbie Myers Claudia Williams                 |
| 18.08.  | Duino-Aurisina                              | Bianca Turati             | Deborah Chiesa Francesca Segarelli           |
| 18.08.  | Rosarito Beach                              | Victoria Rodríguez        | Victoria Rodríguez Marcela Zacarías          |
| 18.08.  | Oldenzaal                                   | Steffi Distelmans         | Alison Bai Lu Jiajing                        |
| 18.08.  | Bukarest                                    | Cristina-Madalina Stancu  | Raluca Elena Platon Cristina-Madalina Stancu |
| 18.08.  | Antalya                                     | Clothilde de Bernardi     | Nicole Collie Tina Tehrani                   |
| 25.08.  | Fleurus                                     | Kristína Kučová           | Arantxa Rus Demi Schuurs                     |
| 25.08.  | Tsukuba                                     | Junri Namigata            | Han Xinyun Zhang Kailin                      |
| 25.08.  | Mamaia                                      | Andreea Mitu              | Irina Maria Bara Andreea Mitu                |
| 25.08.  | Bagnatica                                   | Conny Perrin              | Anastasia Grymalska Conny Perrin             |
| 25.08.  | Pörtschach                                  | Pia König                 | Adrijana Lekaj Silvia Njirić                 |
| 25.08.  | Ostrava                                     | Jana Fett                 | Lenka Kunčíková Karolína Stuchlá             |
| 25.08.  | Quito                                       | Andrea Koch Benvenuto     | María Paulina Pérez Paula Andrea Pérez       |
| 25.08.  | Scharm El-Scheich                           | Ola Abou Zekry            | Anna Morgina Michelle Sammons                |
| 25.08.  | San Luis Potosí                             | Marcela Zacarías          | Victoria Rodríguez Marcela Zacarías          |
| 25.08.  | Rotterdam                                   | Quirine Lemoine           | Alison Bai Cornelia Lister                   |
| 25.08.  | Kasan                                       | Natela Dzalamidze         | Natela Dzalamidze Alena Tarassowa            |
| 25.08.  | Yeongwol                                    | Choi Ji-hee               | Kim Na-ri Lee Hye-min                        |
| 25.08.  | Caslano                                     | Lisa Sabino               | Alexandra Nancarrow Eva Wacanno              |
| 25.08.  | Antalya                                     | Valeria Prosperi          | Alena Fomina Christina Shakovets             |

### September
| Datum 1 | Turnierort                                       | Siegerin Einzel            | Siegerinnen Doppel                                |
| ------- | ------------------------------------------------ | -------------------------- | ------------------------------------------------- |
| 01.09.  | Noto                                             | Tamarine Tanasugarn        | Miyabi Inoue Riko Sawayanagi                      |
| 01.09.  | Alphen aan den Rijn                              | Denisa Allertová           | Rebecca Peterson Eva Wacanno                      |
| 01.09.  | Moskau                                           | Jewgenija Rodina           | Anna Danilina Xenia Knoll                         |
| 01.09.  | Barnstaple AEGON GB Pro-Series Barnstaple        | Carina Witthöft            | Alizé Lim Carina Witthöft                         |
| 01.09.  | Sankt Pölten                                     | Barbara Haas               | Karin Morgošová Chantal Škamlová                  |
| 01.09.  | Bol                                              | Constance Sibille          | Justine De Sutter Sofie Oyen                      |
| 01.09.  | Prag                                             | Jesika Malečková           | Petra Krejsová Zuzana Luknárová                   |
| 01.09.  | Quito                                            | Fernanda Brito             | Anastasia Kharchenko Guadalupe Pérez Rojas        |
| 01.09.  | Scharm El-Scheich                                | Anna Morgina               | Ilze Hattingh Michelle Sammons                    |
| 01.09.  | Galați                                           | Patricia Maria Țig         | Oana Georgeta Simion Ágnes Szatmári               |
| 01.09.  | Belgrad                                          | Dea Herdželaš              | Natalija Kostić Isabella Shinikova                |
| 01.09.  | Yeongwol                                         | Lee Jin-a                  | Choi Ji-hee Lee So-ra                             |
| 01.09.  | Antalya                                          | Emma Laine                 | Akiko Omae Kotomi Takahata                        |
| 08.09.  | Saint-Malo L’Open Emeraude Solaire de Saint-Malo | Carina Witthöft            | Giulia Gatto-Monticone Anastasia Grymalska        |
| 08.09.  | Sofia                                            | Andreea Mitu               | Lina Gjorcheska Despina Papamichail               |
| 08.09.  | Batumi                                           | An-Sophie Mestach          | An-Sophie Mestach Sandra Zaniewska                |
| 08.09.  | Moskau                                           | Witalija Djatschenko       | Xenia Knoll Weronika Kudermetowa                  |
| 08.09.  | Redding                                          | Jennifer Brady             | Jennifer Brady Lauren Embree                      |
| 08.09.  | Bol                                              | Iva Mekovec                | Vivien Juhászová Barbara Kötelesová               |
| 08.09.  | Prag                                             | Petra Krejsová             | Jana Jablonovská Vendula Žovincová                |
| 08.09.  | Scharm El-Scheich                                | Vojislava Lukić            | Anna Morgina Jana Sisikowa                        |
| 08.09.  | Pula                                             | Martina Trevisan           | Alice Balducci Angelica Moratelli                 |
| 08.09.  | Kyoto                                            | Nudnida Luangnam           | Makoto Ninomiya Kyōka Okamura                     |
| 08.09.  | Bukarest                                         | Mihaela Buzărnescu         | Raluca Ciufrila Andreea Ghițescu                  |
| 08.09.  | Vrnjačka Banja                                   | Valentini Grammatikopoulou | Dea Herdželaš Nina Stojanović                     |
| 08.09.  | Lleida                                           | Lucía Cervera Vázquez      | Elizaveta Ianchuk Alexandra Nancarrow             |
| 08.09.  | Antalya                                          | Kim Grajdek                | Akiko Omae Kotomi Takahata                        |
| 15.09.  | Albuquerque Coleman Vision Tennis Championships  | Anna Tatischwili           | Jan Abaza Melanie Oudin                           |
| 15.09.  | Dobrich                                          | Jewgenija Rodina           | Irina Maria Bara Andreea Mitu                     |
| 15.09.  | Telawi                                           | Darja Kassatkina           | Wettbewerb wegen schlechtem Wetter nicht beendet! |
| 15.09.  | Shrewsbury                                       | Océane Dodin               | Richèl Hogenkamp Lesley Kerkhove                  |
| 15.09.  | Tlemcen                                          | Margarita Lasarewa         | Barbara Bonić Margarita Lasarewa                  |
| 15.09.  | Bol                                              | Gabriela Pantůčková        | Vivien Juhászová Karin Morgošová                  |
| 15.09.  | Hluboká nad Vltavou                              | Lenka Kunčíková            | Jana Jablonovská Karolína Muchová                 |
| 15.09.  | Scharm El-Scheich                                | Anna Morgina               | Arantxa Andrady Ilze Hattingh                     |
| 15.09.  | Pula                                             | Martina Trevisan           | Alice Balducci Georgia Brescia                    |
| 15.09.  | Pétange                                          | Lu Jiajing                 | Elyne Boeykens Kelly Versteeg                     |
| 15.09.  | Madrid                                           | Lucía Cervera Vázquez      | Inés Ferrer Suárez Maria Sakkari                  |
| 15.09.  | Antalya                                          | Clothilde de Bernardi      | Yumi Nakano Kotomi Takahata                       |
| 22.09.  | Las Vegas                                        | Madison Brengle            | Verónica Cepede Royg María Irigoyen               |
| 22.09.  | Clermont-Ferrand                                 | Richèl Hogenkamp           | Irina Ramialison Nina Zander                      |
| 22.09.  | Ciudad Juárez                                    | Laura Pous Tió             | Mariana Duque Mariño Laura Pigossi                |
| 22.09.  | Podgorica                                        | Andreea Mitu               | Alexandra Cadanțu Stephanie Vogt                  |
| 22.09.  | Algier                                           | Conny Perrin               | Pia König Conny Perrin                            |
| 22.09.  | Varna                                            | Lina Gjorcheska            | Isabella Shinikova Julia Terziyska                |
| 22.09.  | Bol                                              | Tena Lukas                 | Martina Bašić Tena Lukas                          |
| 22.09.  | Scharm El-Scheich                                | Naomi Cavaday              | Ioana Ducu Eden Silva                             |
| 22.09.  | Pula                                             | Georgia Brescia            | Verena Hofer Martina Pratesi                      |
| 22.09.  | Madrid                                           | Elizaveta Ianchuk          | Aliona Bolsova Zadoinov Olga Sáez Larra           |
| 22.09.  | Antalya                                          | Lisa-Maria Moser           | Wang Yan You Xiaodi                               |
| 22.09.  | Amelia Island                                    | Ingrid Neel                | Maria Fernanda Alves Keri Wong                    |
| 29.09.  | Monterrey                                        | Kateryna Bondarenko        | Nastja Kolar Chantal Škamlová                     |
| 29.09.  | Albena                                           | Pernilla Mendesová         | Diana Buzean Raluca Elena Platon                  |
| 29.09.  | Scharm El-Scheich                                | Harriet Dart               | Harriet Dart Melis Sezer                          |
| 29.09.  | Pula                                             | Ilka Csoregi               | Anna Klasen Charlotte Klasen                      |
| 29.09.  | Schymkent                                        | Anastasia Rudakova         | Albina Xabibulina Palina Pechawa                  |
| 29.09.  | La Vall d’Uixó                                   | Andrea Gámiz               | Andrea Gámiz Olga Parres Azcoitia                 |
| 29.09.  | Antalya                                          | Sherazad Reix              | Ye Qiuyu You Xiaodi                               |
| 29.09.  | Hilton Head Island                               | Marie Bouzková             | Maria Fernanda Alves Keri Wong                    |